# Когато той не е непознат
„Когато той не е непознат“ (на английски: When He's Not a Stranger) е американски филм от 1989 г., режисиран от Джон Грей.
Във филма участват Хю Антъни, Алън Арбъс и Джанет Карол.
Времетраенето му е 100 минути.